# Michel Rudin
Michel Rudin (* 16. August 1985 in Lyss) ist ein Schweizer LGBTQ+-Aktivist und Politiker (GLP). Er ist ehemaliger Präsident des Vereins Pink Cross. 

## Ausbildung und Beruf
Michel Rudin studierte Geschichte und Philosophie an der Universität Bern. Zusätzlich machte er einen Master in Betriebswirtschaftslehre an der Fernfachhochschule Schweiz sowie einen Master in Communication Management an der Hochschule Luzern.
Rudin war von 2012 bis 2015 Geschäftsführer des Konsumentenforums kf. Von 2016 bis 2020 arbeitete er für die CSS-Versicherung als Public Affairs Manager. Danach war Rudin von 2020 bis 2022 Head of Corporate Communication und Mitglied der Geschäftsleitung bei AGON Partners Legal AG. Seit 2021 ist er Mitinhaber der Kommunikationskanzlei AGON Partners Public Affairs AG. Im Jahr 2022 gründete Rudin die Diversity & Inclusion Services GmbH. Rudin ist ebenfalls Verwaltungsrat der sinnvoll gastro.

## Politische Laufbahn und gesellschaftliches Engagement
Rudin ist seit 2013 Mitglied in der Grünliberalen Partei. Er war von 2013 bis 2018 für dieselbe Partei Grossrat in Lyss und von 2014 bis 2018 Grossrat im Kanton Bern.
Michel Rudin war von 2014 bis 2021 Präsident den Vereins „Pink Cross“. Der Verein setzt sich insbesondere für die Gleichstellung von Homosexuellen in der Schweiz auf allen Ebenen ein. In dieser Funktion setzte er sich insbesondere bei der Abstimmung über die „Ehe für alle“ und die erweiterte Antidiskriminierungs-Strafnorm (Art. 261 bis StGB) ein.
Rudin ist Mitgründer und Geschäftsführer des 2019 gegründeten Vereins Swiss Diversity. Der Verein setzt sich für mehr Diversität und Inklusion in der Schweiz ein und veranstaltet seit 2019 jährlich die „Swiss Diversity Award Night“.
Rudin ist seit 2021 Stifter der Stiftung KMU Rechtsdurchsetzung. Und seit 2021 Mitglied der Synode Kanton Luzern, sowie seit 2023 ist er Ratsmitglied bei der Synode der Evangelisch-reformierten Kirche Schweiz.